# بورس آتن

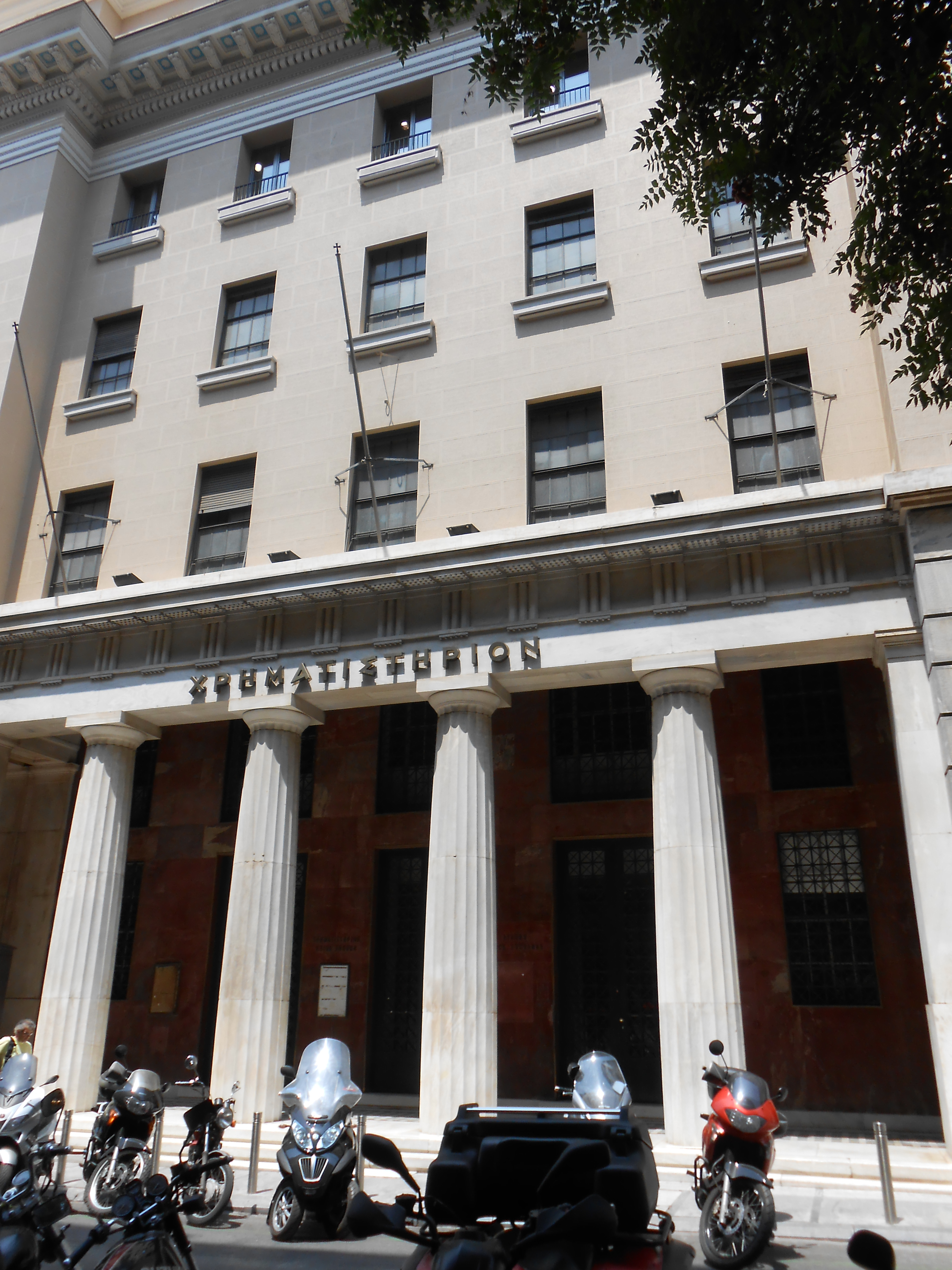
ساختمان مرکزی بازار بورس آتن

بورس آتن (به انگلیسی: Athens Exchange) بازار بورس اوراق بهادار مستقر در شهر آتن، یونان است، که معاملات خود را از سال ۱۸۷۶ آغاز نمود. بورس آتن از شرکت‌های زیرمجموعه گروه هلنیک می‌باشد.